# Pyrrosia foveolata
Pyrrosia foveolata là một loài thực vật có mạch trong họ Polypodiaceae. Loài này được (Alston) C.V. Morton miêu tả khoa học đầu tiên năm 1973.